# Brevitrichia flocki
Brevitrichia flocki är en tvåvingeart som beskrevs av Kelsey 1969. Brevitrichia flocki ingår i släktet Brevitrichia och familjen fönsterflugor.
Artens utbredningsområde är Arizona. Inga underarter finns listade i Catalogue of Life.